# Patrick Lubungu
Pas d'image ? Cliquez ici

a Compétitions nationales et continentales officielles uniquement.

b Matchs officiels uniquement.
Patrick Lubungu, né le 4 septembre 1970 à Kinshasa
(République démocratique du Congo), est un joueur de rugby à XV international congolais[réf. nécessaire] évoluant au poste de deuxième ligne.

## Biographie
Arrivé à Genève en Suisse dans son enfance où son père Lubungu Anya M. Joseph est affecté en diplomatie.
Patrick Lubungu étudiera à l'école des Libellules puis quittera Genève en octobre 1980 pour Libreville au Gabon, où son père est à nouveau affecté en diplomatie. Il étudiera à l'école Conventionnée d'Akébé puis au collège Bessieux. En 1987, il repart en Europe notamment en France pour poursuivre ses études secondaires puis universitaire.
Il joue successivement dans le club du FCS Rumilly et gagne la Coupe André Moga en 1993 avec ce même club, puis au CA Brive où il est finaliste de la Coupe d'Europe en 1998, avant d'être révélé au FC Grenoble lors de la saison 1998-1999 sous les ordres de Michel Ringeval avec notamment une demi-finale et une participation l'année suivante à la Coupe d'Europe où Grenoble sera la seule équipe à battre les Anglais des Northampton Saints, futurs vainqueurs de l’épreuve.
Il termine sa carrière au LOU Rugby puis à l'US bressane.
Par la suite il deviendra entraîneur à l'ASVEL Rugby pendant 5 ans tout en se consacrant à sa carrière professionnelle dans le domaine du Commerce International.

## Palmarès
Avec le FCS Rumilly
- Coupe André Moga :
  - Vainqueur (1) : 1993

Avec le CA Brive
- Coupe d'Europe :
  - Finaliste (1) : 1998

Avec le FC Grenoble
- Championnat de France de première division :
  - Demi-finaliste (1) : 1999
- Championnat de France de Pro D2 :
  - Vice-champion (1) : 2002